# Anteo (Agatone)
Anteo (in greco antico: Άνθεύς?, Anthèus) è una tragedia del drammaturgo greco antico Agatone, oggi perduta. 

## Trama
Aristotele, parlando nella Poetica delle trame tragiche, solitamente attinte dal mito, cita un’opera dal titolo Antheus (meno probabilmente Anthos) di Agatone come esempio di tragedia in cui fatti e nomi sono inventati. Il passo aristotelico lascia intendere, comunque, che Agatone non fu l’unico a comporre una tragedia con una trama inventata dal poeta stesso, ma evidentemente per Aristotele fu lui a offrire l’esemplare più riuscito di questa tipologia, che, come risulta dallo stesso passo, riscosse successo.
Il problema è dato dal fatto che i codici greci della Poetica trasmettono ἄνθει, al dativo, sicché il titolo potrebbe essere Antheus (nome proprio), o anche Anthos (Il fiore). 

### L'ipotesi "metamorfica"
In questo secondo caso, Ἄνθος riconduce, secondo alcuni, alla denominazione di un uccello, forse da identificare con la cutrettola. L’ipotesi si fonderebbe sulla testimonianza del mitografo Antonino Liberale, che nel settimo capitolo della sua Mεταμορφωσέων συναγωγή, intitolato appunto Ἄνθος, narra la storia di Anthos, divorato dalle cavalle di uno dei suoi fratelli; la morte del ragazzo muove a pietà gli dèi Zeus e Apollo, che sottraggono la famiglia al dolore mutandone i membri in diversi uccelli:
(trad. A. D'Andria)

### L'ipotesi "eroica"
Gli studiosi che rimandano a un nome proprio riconducono al cap. 14 degli Ἐρωτικὰ παθήματα di Partenio di Nicea, dove si narra:
(trad. A. D'Andria)
Entrambe le ricostruzioni, tuttavia, mancano di argomenti decisivi, soprattutto perché Aristotele definisce la tragedia in questione come una composizione del tutto originale, sia nella trama che nei personaggi e, in secondo luogo, perché mancano assolutamente citazioni sicure dalla tragedia.